# Dazaifu (governo)

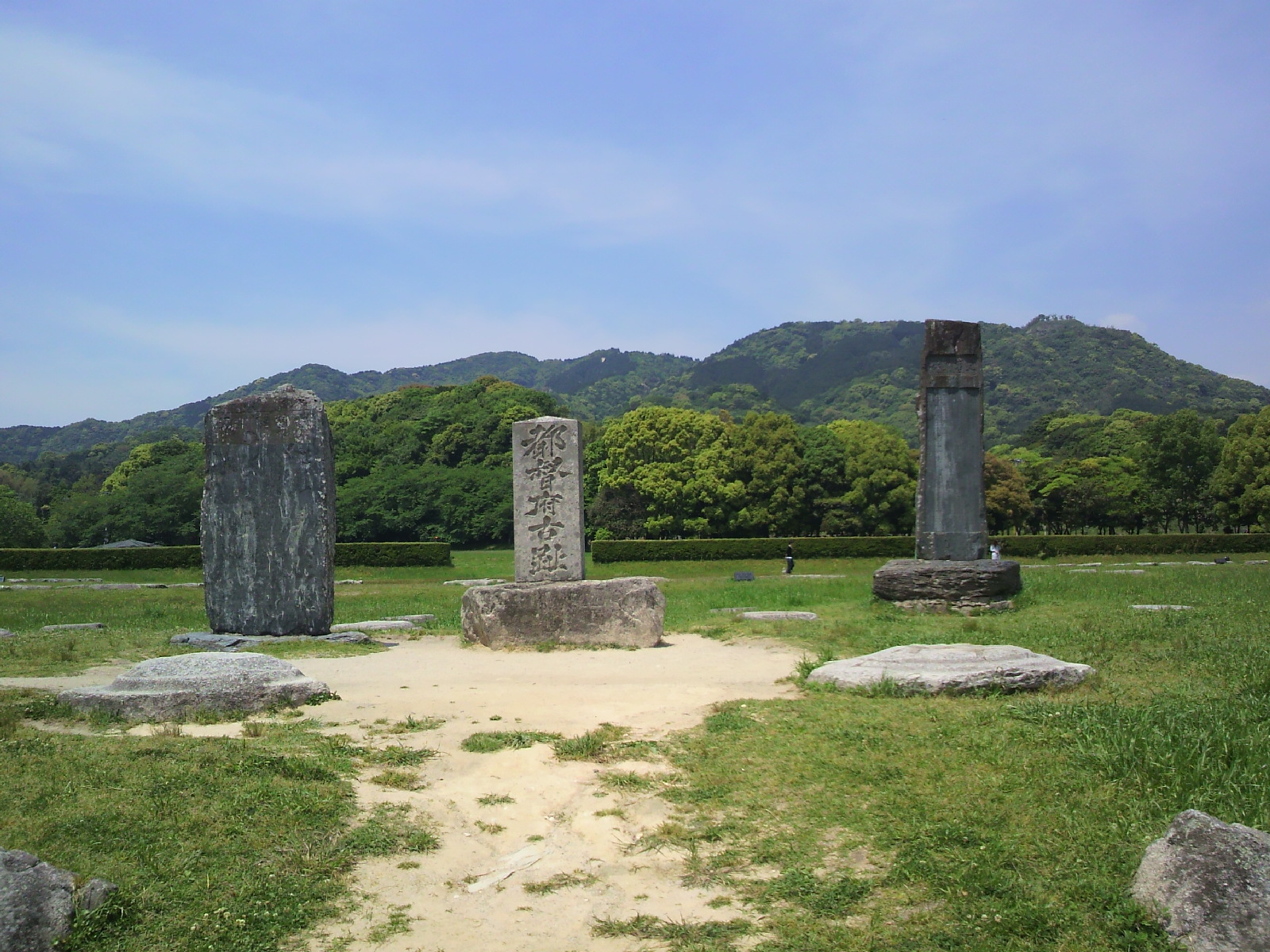
Monumento onde se localizava o Quartel general do Dazaifu em Fukuoka

O Dazaifu (大宰府) terno utilizado para denominar o Vice-reino de Kyushu que existiu entre os séculos  VIII a XII

## Historico
A cidade de Dazaifu foi criada na região noroeste de Kyushu noroeste do final do século VII .  Com seu crescimento se tornou sede civil e militar do governo regional das nove províncias de Kyushu .
Dazaifu, a sede governamental no norte de Kyushu, era um centro na própria acepção da palavra. Não servia só como o nexo de comunicação com os outros países no período Heian, como também era o centro do comércio exterior, durante um período que tradicionalmente o Japão vivia isolado. Desta forma, ela ganhou o epíteto de "a capital da fronteira ocidental" (saikyoku no Daijō)  , um reflexo claro da importância de Dazaifu para a própria capital (Heian-kyō). Por causa desta importância seu principal oficial, o vice-rei de Kyushu, era um homem da Corte oriundo das grandes famílias .
No período Muromachi o centro político da região foi transferida para Hakata .
A cidade de Dazaifu era o lar do clã Shoni e mais tarde do clã Ouchi . No período Edo, Dazaifu fazia parte do domínio de Kuroda até a abolição do sistema han em 1873

## Shitōkan
Shitōkan (四等官, Vice-rei de Dazaifu)
- Tajihi no Shima—684
- Isonokami no Maro—700
- Ōtomo no Tabito—728 a 730
- Fujiwara no Kaedemaro—758
- Fujiwara no Yoshino—842
- Sugawara no Michizane—901
- Minamoto no Takaakira—969-972
- Fujiwara no Takaie—1014-1019
- Fujiwara no Yukinari—1019-????
- Fujiwara no Motofusa—1183

## Dazai Daini
Dazai Daini (大宰大弐, Assistente do Vice-rei de Dazaifu)
- Fujiwara no Hirotsugu—738
- Kibi no Makibi—753
- Fujiwara no Sukemasa—991
- Takashina no Nariakira—1054

## Chinzei Bugyō
Em 1186 o cargo de Shitōkan foi substituído pelo de Chinzei Bugyō (鎮西奉行, Comissário de Defesa do Oeste).
- Amano Tokage—1186
- Nakawara Nobufusa -- ????